# お菓子リュック
お菓子リュック（おかしリュック）とは、さまざまなお菓子をつなぎ合わせて作るリュックまたは鞄である。
お菓子リュックの発想は韓国で生まれたもので、ある女子高生が友達の誕生日のために作ったものをFacebookに投稿したことがきっかけで話題に火がついたものだという。画像がネットで広がり、日本でも2015年の春ごろから女子高生の間で流行した。誕生日プレゼントやパーティーグッズとして使われるという。